# Commatapsis cyanea
Commatapsis cyanea är en stekelart som beskrevs av Van Achterberg och Sigwalt 1987. Commatapsis cyanea ingår i släktet Commatapsis och familjen bracksteklar. Inga underarter finns listade i Catalogue of Life.